# Catedral de San Pedro y San Pablo (Maracaibo)
Catedral Metropolitana de los Bienaventurados Apóstoles San Pedro y San Pablo o simplemente Catedral de Maracaibo, es la Iglesia matriz de Maracaibo en el estado Zulia, Venezuela.
Es sede de la Arquidiócesis de Maracaibo y se encuentra ubicada en el centro histórico de la ciudad, en la Parroquia Catedral del Municipio Maracaibo, frente a la plaza Bolívar.
Su designación como Catedral nace por Bula del papa León XIII un 28 de julio de 1897

## Historia

### Orígenes
Los Reyes Católicos desde 1502 recomendaban que al fundar una ciudad se estableciera al mismo tiempo una iglesia y un hospital, alrededor del Templo se desarrollaría entonces el futuro poblado. Maracaibo se fundó tres veces y en ninguna de ellas se evidencia fehacientemente dónde se construye el templo principal. En el caso del primer fundador, el Adelantado alemán Ambrosio Alfinger, existió en el poblado, asentada hacia los lados de la actual redoma del Puente España, una iglesia y su párroco: Reverendo Juan Rodríguez de Robledo. Dicho poblado desaparece seis años después. En las dos siguientes refundaciones no se conoce la localización exacta de su templo, sin embargo, la tercera fundación, realizada por Pedro Maldonado en 1574, fue la que terminó por establecerse, convirtiéndose a los años en la ciudad de Maracaibo, por lo que cabe pensarse en la posibilidad de que la Iglesia de esta fundación -no obstante la poco clara ubicación del poblado- corresponda a la lejana célula matriz de la S.I. Catedral Zuliana. Se cree también que el obispo Fray Pedro de Agreda en 1579 empleó la ermita original de Alfinger, para erigir definitivamente lo que sería el templo mayor. Lo que si está claro es que no se siguieron las recomendaciones de los reyes de construir un hospital junto a la iglesia y según otra versión, a principios de 1600, (1607?) el terreno donde se construyó la Iglesia Matriz fue donado por los esposos Don Francisco Hortiz y Doña Inés del Basto, beneméritos proyectistas y constructores de la Ermita y Hospital de Santa Ana (hoy Hospital Central) al lado de su casa de habitación. En 1600 se generan los ataques a la población de Gibraltar y su imagen (Cristo Negro) que luego de ser incendiada por los aborígenes es trasladada en resguardo hasta tanto sea reconstruida la sureña población, quedando entronizada allí desde entonces. Para 1610 habían libros parroquiales, datándose la antigüedad de un libro de Partidas de Matrimonio que comenzó a llenarse el 4 de octubre de dicho año y se deduce que debió haber otros previos que tal vez se consumieron en algún incendio u otro hecho. El obispo Mariano Martí, visitó el lugar un 8 de mayo de 1774 y en sus relatos pastorales menciona que "...vio y reconoció la fuente bautismal, altares, imágenes, ornamentos, vasos sagrados y demás bienes, así como su fábrica, robustamente construida, sólida y dispuesta acorde para servir al culto divino..."

### Período Colonial

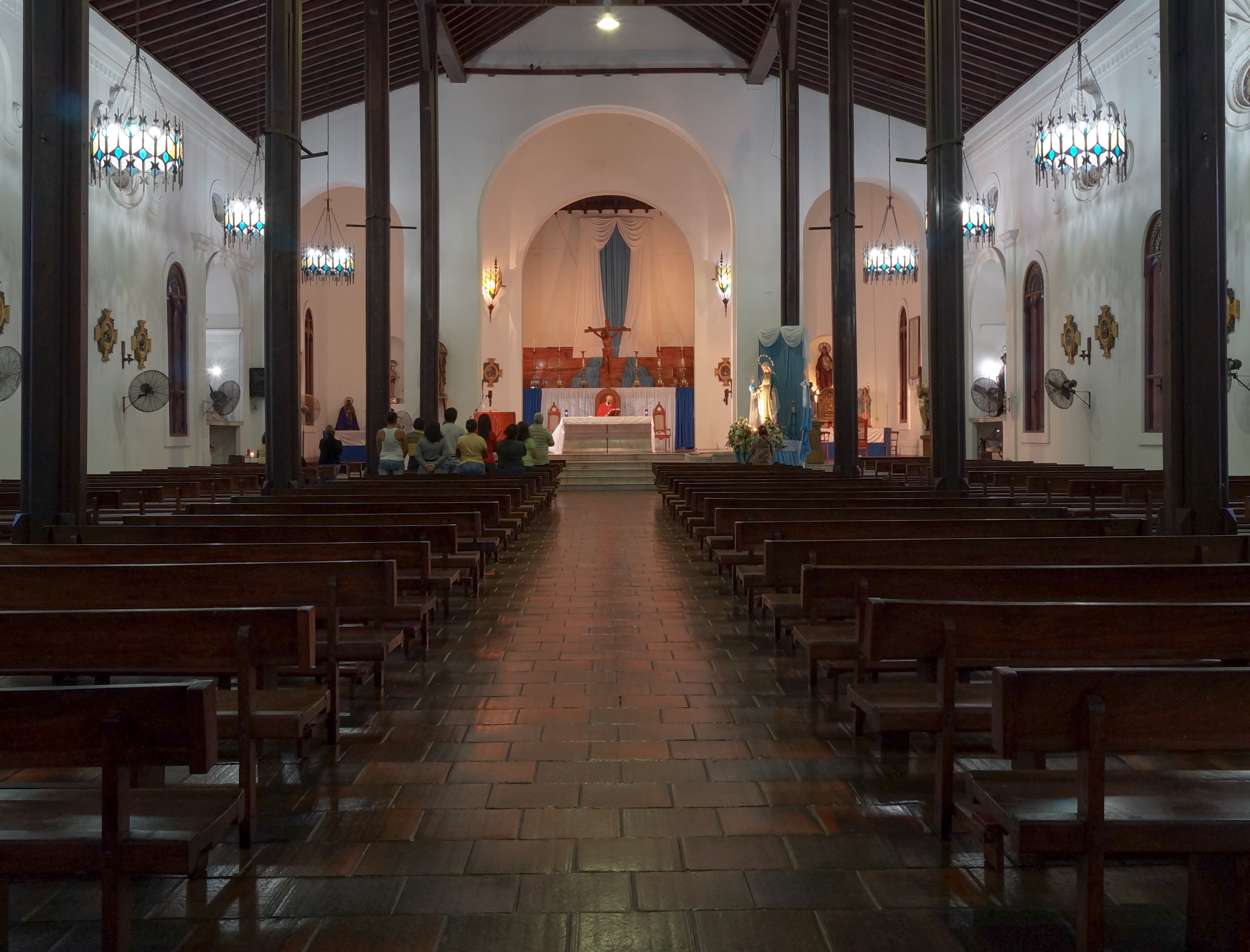
Nave central de la Catedral

Teóricamente se acepta que la primitiva ermita se erigió en 1574 con paredes de bahareque (varas de caña brava y barro) y techo de palma y enea. En 1579 el templo aparece en el plano de la ciudad y quizás en 1595 se reconstruye utilizando piedra. En 1600 se levanta la torre de mampostería que terminaba en cúpula. Para 1624 se encontraba en pésimas condiciones. Una reconstrucción del Templo se culminaría en 1650 con la erección de tres naves, cuyas paredes eran todas de mampostería, las columnas de madera con bases de piedra labrada y el techo de tablas cubierto de tejas. Hacen cabeza a las tres naves otras capillas y en la del medio está el Presbiterio: del lado del Evangelio tiene otras dos capillas, y al extremo del frontispicio, una torre de tres cuerpos, de los cuales el primero sirve de Bautisterio; del lado de la Epístola tiene otras tres capillas, que vienen a quedar en frente de las del lado del Evangelio; tras las Capillas de cabecera está la Sacristía, también de mampostería como el resto de la estructura. A cada lado del Templo se encuentran dos cementerios, uno para niños y otro para adultos, ambos cercados con paredes de mampostería y a un lado de este último hay una capilla separada de la Iglesia, dedicada a Nusestra Señora del Patrocinio, con paredes y techo igual al resto del edificio, incluyendo además una puerta hacia la plaza que está al frente de la edificación, e inmediato a esta capilla hay un aposento destinado para custodia de muebles, y allí mismo están comenzadas algunas paredes con el finde hacer casa para habitación de los Curas.
En la referida Iglesia hay nueve altares, a saber: el Mayor, en el que siempre está colocado el Santísimo Sacramento y las imágenes de los Santos titulares; tres al lado del Evangelio dedicados a un Crucificado, la Santísima Trinidad y las Ánimas del Purgatorio; las del lado de la Epístola están dedicadas a la Virgen del Rosario, san Sebastián, Virgen del Carmen y Virgen de la Candelaria; y, el último de dichos altares, dedicado a San Antonio de Padua, se halla tras la pared que sirve de respaldo al Coro, el cual está formado en el pavimento de la nave del medio con algunas barandas que lo guarecen y forman el tránsito al altar mayor. Un dato curioso data de 1684, se sabe que el Rey colaboró con 2.000 pesos (que al parecer nunca llegaron) para terminar su construcción.
Luego de cambiar el techo de enea por tejas, sufriría una nueva reforma en 1717, incluyendo entre sus altares, por iniciativa del Gobernador Provincial Don Francisco de la Rocha Ferrer previo permiso otorgado por el Deán y Cabildo de la S.I. Catedral de Caracas, uno especialmente dedicado a la devoción y culto de Nusestra Señora del Carmen, posiblemente la advocación mariana de más antiguo y dilatado arraigo en el pueblo zuliano. incluyó además el permiso la erección de la Cofradía de la Virgen del Carmen, bajo el título de Hermandad del Escapulario del Carmen, el cual sería posteriormente confirmado y reglamentado por Real Cédula de 8 de agosto de 1790. La imagen de la Virgen del Carmen llegó desde el Virreinato de la Nueva España (México) en 1775. 
Un 25 de octubre de 1788 es bautizado el General Rafael Urdaneta en este Templo, cuya partida de Bautismo fue conservada en un nicho que estaba en el muro sur de la Catedral, construido por idea a instancias de Manuel Belloso a la memoria del héroe por conmemorarse el Centenario de su muerte. La partida de Bautismo fue trasladada al Panteón Regional de la ciudad y hoy el nicho no existe.

### Período Decimonónico
Al inicio de 1800 es reconstruida completamente por orden del gobernador Fernando Miyares, quien encarga las obras a su hijo el arquitecto Carlos Miyares, quien le da un estilo neoclásico, comprendiendo los trabajos entre otras obras el frontispicio, presbiterio cubierto con bóveda de mampostería, la construcción de la actual Capilla del Sagrario y del Carmen (devoción tradicional de la familia de Fernando Miyares y de su esposa, Inés Mancebo Zuloaga, siendo esta última una de las nodrizas del Libertador Simón Bolívar). Inconvenientes paralizaron los trabajos de reedificación del Templo acordados por Miyares y muchas obras quedaron inconclusas. Para 1806 el Gobierno Superior de la Iglesia de ese entonces, decide dividir el territorio eclesiástico del casco histórico de la ciudad, al ser imposible la asistencia de los ministros a los parroquianos dado el crecimiento poblacional y se constituyeron tres Parroquias, quedando dedicada entonces a san Sebastián, Patrono de Maracaibo, la correspondiente a esta Iglesia Mayor.
En 1813 José Domingo Rus, Diputado a las Cortes por la Provincia de Maracaibo, dirige a la Regencia de España la solicitud de trasladar la Sede Episcopal de Mérida, con Prelado, Cabildo General, Seminarios y Monasterios, desde dicha ciudad hasta Maracaibo, debido a los daños del terremoto ocurrido un 26 de marzo de 1812, que destruyó aquella ciudad. Aprobada la solicitud de Rus, se acuerda el traslado de la Sede, la Catedral y del Seminario a la Parroquia san Sebastián el 18 de abril del mismo año como Catedral de la entonces diócesis de Mérida en Maracaibo por el Ilustrísimo Doctor Rafael Lasso de la Vega, recién consagrado como quinto obispo y quien sucede en el episcopado al Dr. Santiago Hernández Milanes, una de las víctimas del terremoto de 1812. Lasso de la Vega resuelve continuar la paralizada reedificación del Templo, pero modifica el proyecto base del arquitecto Miyares. Entre las reformas figura la demolición de la bóveda que cubre el presbiterio, sustituyéndola con una techumbre de tipo piramidal, y, la eliminación de cuatro capillas laterales que estaban iniciadas. Los trabajos quedaron concluidos, conforme al proyecto reformado, a principios de 1818, y el 18 de abril de ese año -aniversario de la llegada de Lasso de la Vega a Maracaibo- es consagrada solemnemente el templo bajo el amparo de San Pedro y San Pablo.
En 1821, el Congreso de la Gran Colombia decidió el traslado de regreso de la Sede Episcopal a Mérida, por lo que el Templo, que había detentado la jerarquía de Catedral por algunos años, vuelve a su categoría de Iglesia Parroquial Mayor de Maracaibo. En 1828 el altar mayor es destruido por un rayo. En la misa de medianoche del día de Navidad de 1849 resonó por primera vez en el Templo el primer órgano que se instaló en la ciudad, el cual fue estrenado por José Mármol Muñoz, quien dio lecciones suficientes al Pbro. Miguel Baralt para desempeñar después las funciones de organista de la Iglesia. En 1858 se reconstruyó la torre del templo con la forma que tiene en la actualidad, sobre el primer cuerpo de la antigua, para acoger al reloj público, de cuatro esferas, siendo todo esto obsequio de la Municipalidad de Maracaibo, además, se fundieron en Francia las tres campanas de bronce que iban a juego con el reloj, instalado un 15 de julio de 1859. A partir de 1867 fue objeto de modificaciones y mejoras: supresión del coro bajo, modificación de las arcadas que separan las naves, instalación de un retablo mayor artísticamente tallado, reedificación de cinco de los diez altares laterales, reemplazo de las antiguas pilas de madera por otras de mármol blanco,y el cambio por baldosas de mármol de su antiguo pavimento de ladrillos, que se concluyó el 20 de marzo de 1882.
El 26 de febrero de 1894, se inicia el proceso de separación del Zulia de la diócesis de Mérida y su erección como nueva diócesis, solicitud hecha al Congreso Nacional por parte de la Legislatura Constitucional del Estado Zulia, por iniciativa de Monseñor Cástor Silva, quien llevaba prestando 31 años de servicio en el Templo, con la ayuda del Pbro. Francisco José Delgado, orador y escritor zuliano. Dada la aprobación del Congreso, el presidente Joaquín Crespo solicita al papa León XIII la erección de la diócesis del Zulia, la cual decreta por Bula un 28 de julio de 1897 siendo electo Monseñor Francisco Marvez como su primer obispo, volviendo así a su rango de Catedral. Precisamente entre 1896 y 1897, por iniciativa del Padre Delgado, fue construida la cúpula del Presbiterio.
Las restauraciones periódicas de las que ha sido objeto el edificio a lo largo de este siglo, el más activo en ese sentido, poco o nada han cambiado su estilo y disposición externa. Cabe estimarse que desde este período, la Catedral adquirió la expresión arquitectónica que la caracteriza.

### Período de los SiglosXXyXXI
En 1924 se instalan las cuatro campanas de bronce de uso litúrgico en la torre, que sustituyen a las anteriores (hoy de paradero desconocido). Fueron consagradas por Marcos Sergio Godoy, III obispo de la diócesis del Zulia. Contaba entonces con catorce Altares, retablos de madera, púlpito, coro , frescos pintados por el artista Pablo Castellani, el mismo que realizó los de la Basílica de Nuestra Señora de Chiquinquirá, reflejados en arcos, bóvedas y paredes.
Monseñor Arturo Celestino Álvarez, II obispo de la diócesis, expresó en una ocasión que su corazón pertenecía a los zulianos, correspondiendo así al afecto profundo que le demostraba todo el pueblo. Luego de su muerte, Monseñor Olegario Villalobos trasladó desde Calabozo a Maracaibo el corazón y es conservado en un nicho construido en el muro norte del Templo, a la altura del Presbiterio. Cerca de 1958 el reloj anterior, ya desgastado, es reemplazado por otro que obsequió el Club de Leones de Maracaibo que funcionó breve y deficientemente debido a desperfectos de fábrica irreparables. El 28 de julio de 1960 la Junta Nacional protectora y conservadora del patrimonio histórico y artístico de la nación declara Monumento Nacional a las Iglesias y Capillas antiguas, incluyendo a la Catedral. Finalmente la Municipalidad, tal como lo hizo en 1858, donó un nuevo y moderno reloj, que es el que actualmente se encuentra en la torre, desde mediados de 1966. El 30 de abril de 1966 es elevada al rango de Metropolitana por erección de la actual Arquidiócesis de Maracaibo, teniendo varias diócesis sufragáneas o subsidiarias: Cabimas, El Vigía - San Carlos del Zulia y Machiques.
Para 1970 el deterioro y abandono que presentaba la estructura era evidente, lucía mal e insegura. El Arzobispado encarga al ingeniero-arquitecto Aurelio Beroes su "reconstrucción" y modernización. Beroes, inexplicablemente, en lugar de ajustar su plan de trabajo a la restauración de la Iglesia conforme a su estilo, procedió a escayolar un artesonado de cúpulas y arcos simulados, que aparte de desnaturalizar por completo la idea y el ámbito originales de la obra, deja y configura bajo el techo de dos aguas, caña brava y varas de mangle de la vieja Iglesia, grandes y ocultas cavidades y cámaras que podían perjudicar la estructura al ser refugio para los insectos, especialmente, para el comején. Al culminar la "remodelación" se apreció por la parte externa que se trataba de un Templo de líneas coloniales, sus techos de tejas de canutillo, con desagües y medias naranjas y por dentro un conjunto de arcos de ojivas simuladas, a las cuales se agregaron las viejas columnas de madera de corazón o curarire de la nave central, revestidas de cemento, tratando de asemejar columnas compuestas, verdaderas y originales. El frontis también fue objeto de visibles modificaciones, aunque en menor escala. Lo único que se le salvó a Beroes en su sorprendente remodelación fue la torre del Templo, con leves modificaciones en los vanos de las campanas. Aparentemente el motivo del cambio fue el deseo de recrear el estilo colonial que la caracterizó hasta antes del siglo XIX, por ser propio de estas tierras. En 1978 se concluyeron los trabajos de remodelación para ser abierta nuevamente dándose el aspecto actual, y eliminando muchos elementos de la reforma de Miyares y añadidos posteriores, como los frescos de Castellani; sólo se conservaron las paredes, cúpula y techos de los altares de san Sebastián y el Corazón de Jesús y parte de un retablo de madera hojillada en oro perteneciente a este último. A partir de entonces con el correr de los años se darían pequeñas modificaciones en su interior, como la eliminación del retablo mayor que presidía san Sebastián en el presbiterio, colocado tras la reforma de los setenta y del cual se encuentra una copia a menor escala en el Museo Arquidiocesano.
En 1987 es tallado por los Hermanos Villarroel de Mérida un Crucifijo de madera de tamaño natural para el Presbiterio, y con ocasión del centenario de la entonces diócesis, por iniciativa de Gustavo Ocando Yamarte, fueron instaladas nuevas lámparas colgantes en las tres naves (demasiado pesadas dada su estructura de hierro forjado), construida una estructura de gradas tras el presbiterio para el coro de Niños Cantores y tallada la nueva Cátedra, todo ello ecléctico recordando las formas del “Art Noveau” con reminiscencias góticas. Entre 1987 y 2003 se instalan sendas consolas en las cabeceras de las naves del Evangelio y de la Epístola. Del mismo modo, se vuelve a colocar en funcionamiento, por poco tiempo, el reloj de la torre. Finalmente, se construyeron los pedestales en mármol para la Santa Reliquia y el Santo Sepulcro, se hace un tratamiento para las columnas y el techo contra el comején, se adquiere un nuevo equipo de audio y se "restaura" parte del mobiliario y la imaginería.
Ya en el siglo XXI se realizaron excavaciones en el traspatio del Templo en el que se rescataron objetos del período hispano, de valor histórico-artístico, con motivos religiosos y litúrgicos realizados en metales preciosos y maderas autóctonas. Entre 2009 y 2010 recibe una nueva intervención, la más destacada por ahora, que debido al mal estado de algunas partes de las cubiertas de madera por acción del comején, se sustituyeron los techos de la Capilla y sacristía del Carmen, la sacristía mayor y parte del de la nave de la Epístola, concretamente el área frente al altar del Santo Sepulcro, conservando el mismo estilo. Se hace mantenimiento a las paredes, se instala nueva iluminación en el presbiterio y un muro de vidrio con puerta de acceso a la Capilla del Sagrario. En 2012 se reinstala la cruz de la fachada, la cual presentaba riesgo inminente debido a su inclinación hacia la plaza y se incorpora iluminación escenográfica para todos los elementos externos: fachada, techumbre, cúpula y adicionalmente, al retablo de la Virgen del Carmen.
En 2015 con motivo del Año Jubilar convocado por el papa Francisco, se instala en las gradas del presbiterio un cuadro de Jesús de la Divina Misericordia tallado en madera por el Arquitecto Juan José Romero Worwa y su equipo en Mérida, de estilo neobarroco, trasladándose el Cristo de los Villarroel a la entrada del Templo. En 2016 nuevamente se hace mantenimiento a la estructura, destacándose: la implementación de una iluminación escenográfica para el interior, así como la reforma de la externa ya existente y el desmontaje de las lámparas colgantes de las naves del Evangelio y la Epístola (las únicas que quedaban) por orden del gobernador del estado. Hubo un intento de reapertura de los nichos laterales, tapiados en los años 70, que no llegó a feliz término. Las imágenes de los Apóstoles titulares regresan al presbiterio, con la novedad de que son entronizadas en hornacinas neogóticas que se encontraban en la Capilla, a su vez el retablo mayor es policromado simulando mármol. En 2018 se ubica el cuadro de la Misericordia de forma definitiva sobre la puerta interna de acceso a la torre, fijándose a su lado una placa en mármol que lleva los nombres de todos los pastores de la Arquidiócesis, junto con la Cruz conmemorativa del V Centenario de la Nueva Evangelización y finalmente, ese año se restaura la pila Bautismal, que fue ubicada nuevamente en el Bautisterio.

## Arquitectura

### Exterior
Presenta dos portadas en la fachada de cabecera, una en la fachada norte, otra al sur y la última del este:
- Fachada oeste a la Plaza Bolívar

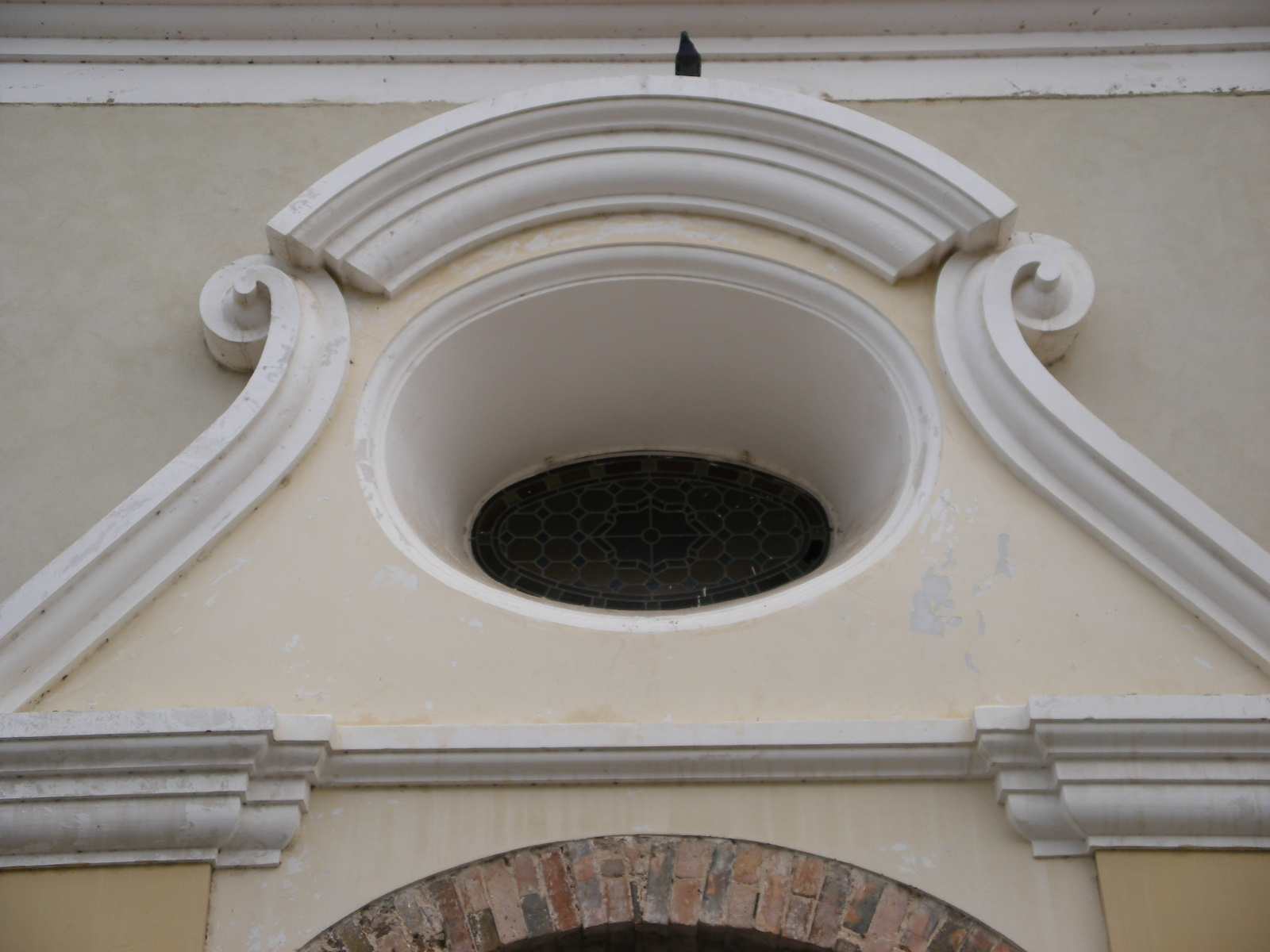
Detalle de la puerta lateral este.

  - Portada principal: El cuerpo principal está compuesto por tres puertas en madera de dos hojas, definidas en arcos de medio punto y separadas por pilastras pareadas, de fuste liso, capitel y basa de orden toscano y aisladas en los extremos. Sobre la puerta central se encuentra un rosetón con vidrieras de diversos colores, a sus lados y entre las pilastras, se encuentran dos ventanas rematadas por tracerías de madera. La fachada es rematada por un frontón que presenta en el tímpano el Escudo Papal y en su vértice principal por la Cruz Patriarcal de hierro. El frontón está enmarcado y separado del primer cuerpo por un entablamento discontinuo en su desarrollo, en correspondencia con pilastras, friso de triglifos y rosetones de estilo neoclásico. Hacia el norte se encuentra la torre campanario, compuesta por dos cuerpos, sobre los cuales se halla un pequeño tambor con linterna.
  - Portada del Carmen: Se encuentra al lado derecho de la portada principal, alineada con el plano correspondiente a ésta, sin embargo cada cuerpo logra su propia definición debido al lenguaje formal. Presenta una sola puerta central de cuatro hojas, definida un arco de medio punto y bordeada por pilastras, sobre ella presenta un entablamento similar al frontis de la portada principal pero a una altura menor, en cuyo tímpano figura el monograma mariano, y sobre todo ello el Escudo Carmelita. A los lados de la puerta se abren dos grandes ventanas rematadas con tracerías de madera, destacando al lado de la izquierda una placa en mármol dedicada a la Virgen del Carmen. La portada es rematada por un entablamento, similar al de la principal, pero esta vez continuo, en donde el efecto de banda continúa.
- Fachadas norte a la calle Venezuela y sur al jardín interno
  - Portadas laterales: Poseen puertas de madera con laureles tallados, rodeadas de pilastras, y en un arco semicircular en el que se observa en el intradós adobes de piedra. Las puertas se rematan con claraboyas rodeadas por molduras. Poseen una serie de ventanas rematadas con tracería de madera y tragaluces, quedando las últimas cuatro separadas del resto por los pilares de piedra que se levantan hacia el presbiterio.
- Fachada este a la calle Aurora
  - Portada sur: Ubicada detrás del presbiterio y dentro del traspatio del Templo. No presenta puerta alguna y lo que figuraba en ella eran tres ventanas en la pared, talladas en madera, las cuales se sellaron en 2012.

#### Torre-Campanario

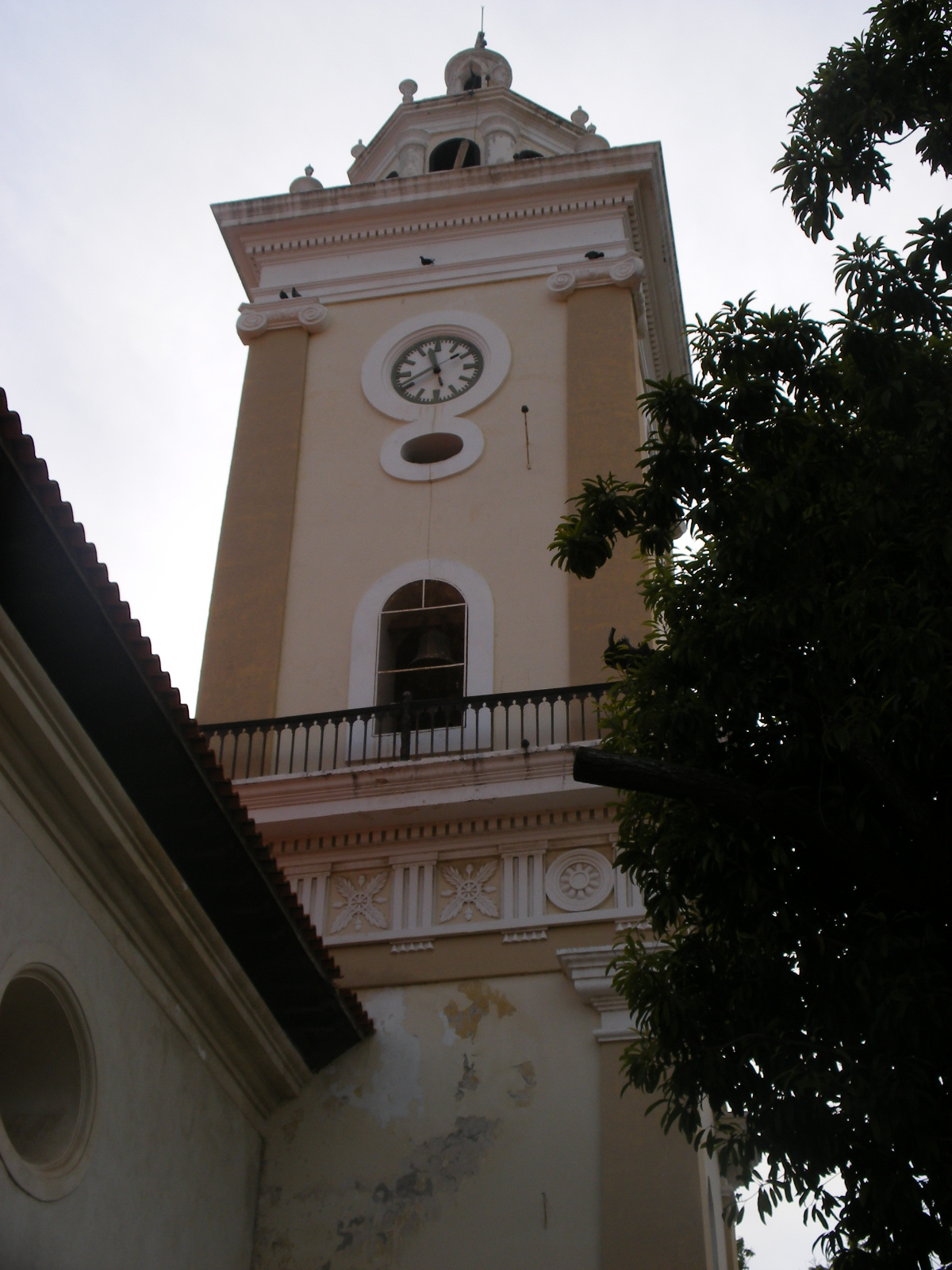
Campanario de la Catedral de Maracaibo.

Es de planta cuadrada, de dos cuerpos, y termina con un pabellón coronado por una linterna. El primer cuerpo posee pilastras en las esquinas y un entablamento, los dos componentes con igual tratamiento que los de la fachada descrita anteriormente; en él destaca una placa del reloj mecánico y la puerta de acceso al coro; como remate a este primer cuerpo, al nivel de la cornisa interior del frontón triangular del Templo, existe una cornisa similar muy proyectada que actúa como balcón con balaustrada de madera. El segundo cuerpo, de menores dimensiones que el anterior, posee pilastras en sus esquinas y capiteles jónicos, se trata del campanario litúrgico, que se compone de cuatro campanas de bronce denominadas: Corazón de Jesús, Nuestra Señora del Carmen, Santo Sepulcro y Santísimo Sacramento, además, posee la cabina de las pesas del reloj. Sobre el primer campanario está el reloj, situado en el centro de la sala y unido a cuatro esferas, donde debajo de cada una se presenta un ojo de buey; el remate de este cuerpo está constituido por un entablamento liso sobre la cual se proyecta una cornisa similar a la existente entre ambos cuerpos de la torre, y sobre ella cuatro urnas de mampostería en sus esquinas. El pabellón, de planta octogonal, pertenece en forma y estilo al lenguaje barroco-antillano floreciente en Maracaibo en la primera mitad del siglo XIX, y contiene el segundo campanario formado por tres campanas horarias: Dos pequeñas para los cuartos y medias, y la mayor para las horas; sobre cada esquina se levantan jarrones de mampostería; cada cara posee una persiana de madera, separadas por pilastras, con cubierta abovedada. El conjunto es coronado por una linterna de cuatro arcos lobulados.

#### Patios
El patio Norte es un jardín que también funciona como estacionamiento privado, se encuentra al lado izquierdo del Templo junto a la calle 95 Venezuela; en su momento fungió como cementerio de párvulos. En el medio se encuentra un busto de yeso de Francisco Marvez, primer obispo del Zulia, erigido en 1996 por el alcalde Manuel Rosales y el arzobispo Ramón Ovidio Pérez Morales. Hacia el sur se ubican el Despacho y el Salón Parroquial. El patio Sur es un jardín interno, al que se accede por una puerta lateral; en su época fue el de mayor prestigio, como así lo demuestra la hermosa fuente de mármol; al principio se encuentran la sacristía del Carmen y el Bautisterio y al final la casa cural; en su momento fue el cementerio de adultos. Y el patio Este, conocido también como traspatio, se encuentra detrás del Templo; allí se realizaron excavaciones que arrojaron materiales coloniales de gran valor artístico.

### Interior

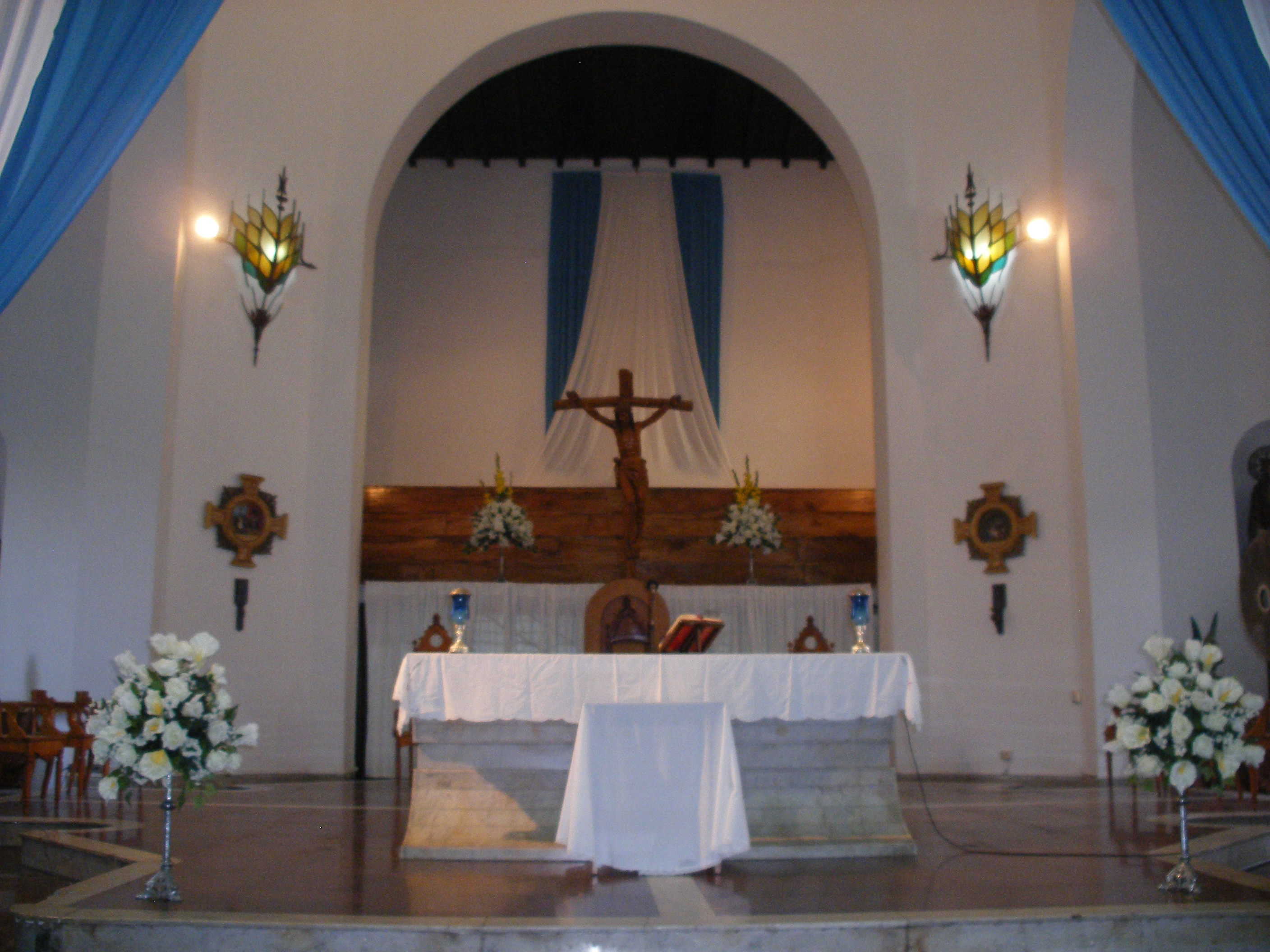
Presbiterio de la Catedral

La Catedral es de planta basilical, con un cuerpo central de tres naves y una capilla lateral dedicada a Nusestra Señora del Carmen y al Sagrario, con techumbre tradicional a dos aguas. De origen colonial, con predominio del estilo neoclásico y elementos barrocos.

#### Nave central
Comienza con dos muros de piedra que sirvieron de base al coro, en los que se ubican cuatro pilas de agua bendita de mármol, dos de pie y dos de pared con caras de querubines. El techo es de madera color café oscuro, sostenido por diez columnas de iguales características, con un diseño tosco y sobre bases de mármol. El piso es de mosaicos de caico con tonos parduzcos dismiles; separando las naves, mármol blanco. Hacia el presbiterio se encuentra un arco de medio punto, de grandes dimensiones; en las paredes que separan este arco de los laterales, se exhiben esculturas decimonónicas de san Pedro y san Pablo, patronos titulares del Templo, obras de yeso vaciado.

##### Presbiterio
El presbiterio se encuentra al final de la nave central. Consta de dos niveles, pisos de mármol blanco y granito rojo en dos niveles con escaleras frontal y laterales con pequeños pasillos que se dirigen al frente. En el centro se encuentran las tumbas de cuatro obispos: Francisco Marvez (primer obispo del Zulia), Marco Sergio Godoy (III obispo del Zulia y I de Maracaibo), Mariano Parra León (obispo emérito de Cumaná) y Domingo Roa Pérez (I arzobispo de Maracaibo). Delante de las tumbas está el altar mayor, pieza de mármol blanco de características sobrias, consagrado con reliquias de Santa María Goretti, y detrás, se encuentra la Sede Arzobispal de madera, con otras tres sedes por delante de ésta; a los lados se encuentran otras seis sillas más pequeñas. El presbiterio es presidido por un Crucificado de madera de tamaño real.
Está enclavado dentro de cuatro arcos; en los pilares que los separan. La cúpula es la más grande de la ciudad, presenta una galería de tragaluces separados por pilastras rematadas con ostras, y sobre las claraboyas, rostros de querubines. La cúpula es coronada por una linterna, de cuatro arcos de medio punto, separados por columnas corintias dispuestas de tres en tres. El presbiterio se extiende por detrás de la sede, con un espacio ocupado hoy por la sacristía y en el que se levanta un coro de gradas de madera sostenidas por una estructura de hierro. Entre otros elementos que se pueden apreciar en esta zona se encuentran: la credencia, de madera y mármol, ubicada paralelamente al Altar, la base del viejo púlpito y el sencillo ambón.

#### Naves laterales
Las grandes lámparas circulares de hierro con vidrieras de diferentes colores que colgaban de las vigas del techo fueron removidas por el peso que generaban a la estructura y reemplazadas por iluminación led. En las paredes se pueden apreciar, entre cada ventana, las estaciones del Vía Crucis, piezas de yeso vaciado en moldes, con la forma de una cruz griega en cuyo centro circular, se muestra la escena correspondiente en relieve, de estilo neoclásico. Entre cada estación se encuentran adosados a la pared sencillos candeleros de madera correspondientes a la consagración del Templo. La parte superior de los muros está decorada por moldurones y cornisas neoclásicas y la parte inferior esta bordeada de mármol blanco. Al comienzo de la nave izquierda se destaca una gran placa en mármol dedicada a Alí Lebrún Moratinos; en la nave derecha se abre la Capilla del Carmen, ubicándose de manera opuesta, una placa de mármol dedicada a Olegario Villalobos.
Cada nave está dividida a la altura del presbiterio por arcos de medio punto, separados del central; a partir de esta sección el piso de la nave se torna de tres niveles hacia arriba, con unas escaleras de mármol y un techo de mampostería; la parte superior de los muros (en esta sección) se encuentra decorada de molduras seriadas, con diferentes atributos, a semejanza de la fachada principal.
En la nave izquierda, cuelga un cuadro de Nuestra Señora de Chiquinquirá, Patrona del Zulia; además, también existe un retablo en mármol, de pequeñas dimensiones, cuyo nicho guarda en una caja de vidrio el corazón de Arturo Celestino Álvarez, II obispo del Zulia, el nicho está sellado por una puertecilla en metal sobredorado con rostros de ángeles, con su respectiva placa rematado por una moldura triangular en la que figura la mitra y el báculo pastoral.
En la nave derecha cuelga un cuadro de Nuestra Señora de Guadalupe, Patrona de América, y debajo, uno pequeño de San Juan Diego; hacia la derecha está colgado otro cuadro, que corresponde a la Beata María de San José. En el techo de esta sección final se conserva un fresco de Castellani: la Ascensión del Señor.

##### Altareslado del Evangelio
- San Sebastián

Al fondo de la nave izquierda y presidiéndola, se encuentra ubicado al lado del presbiterio en un absidiolo la imagen de san Sebastián, Patrono de Maracaibo, talla en pasta de madera, con una peana, flechas y árbol en plata repujada, obra hispana del siglo XIX. Debajo hay un Altar de mármol adosado a los muros que descansa sobre tres bloques de mampostería; en el se sitúan imágenes de san Pancracio (a la derecha) y san Benito de Palermo (a la izquierda), ambas en pasta de madera del siglo XX.
- Cristo Negro

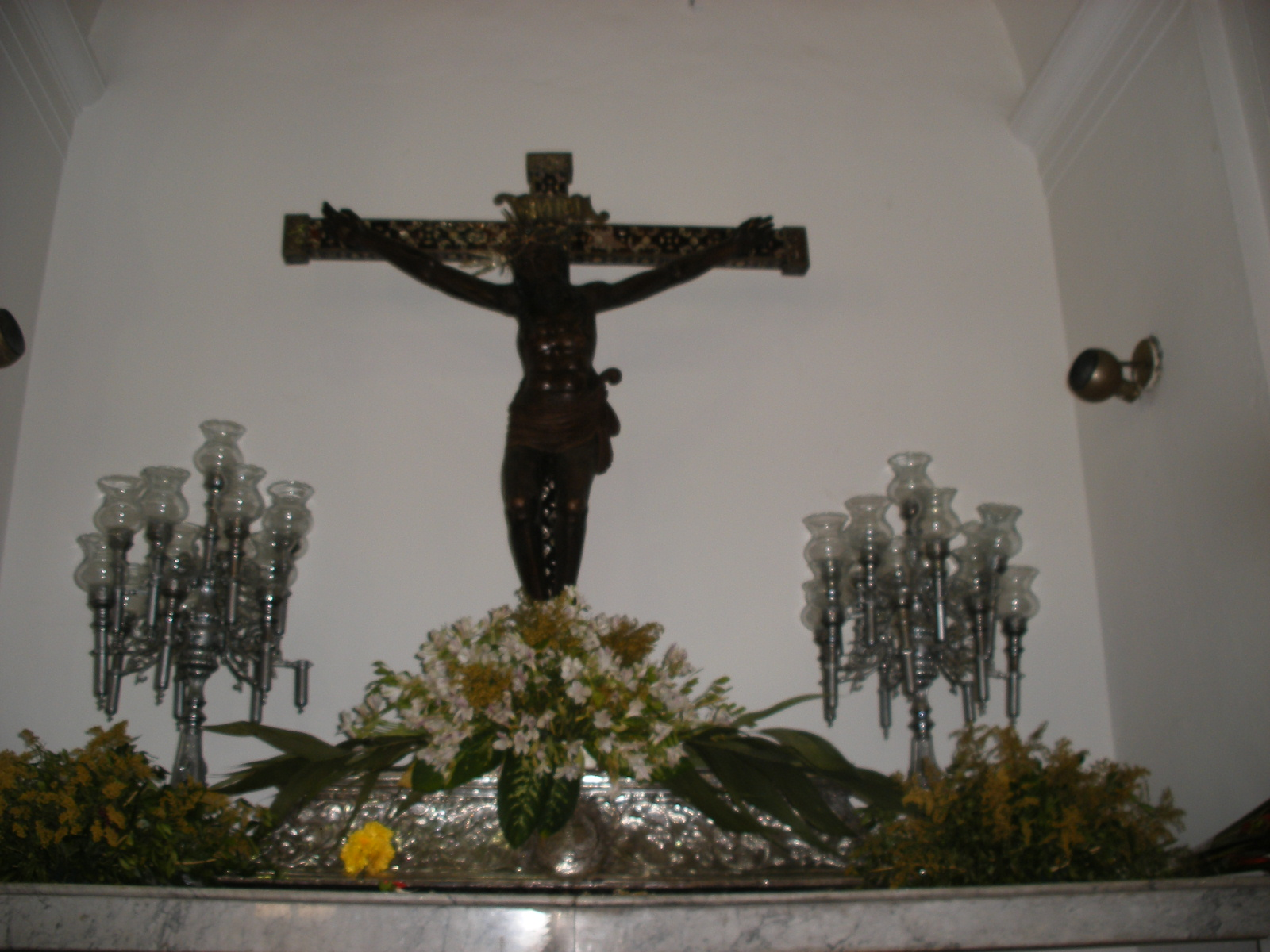
Altar del Cristo Negro.

Consta de un nicho central, con forma de arco de medio punto flanqueado por pilastras y capiteles y dividido en dos cuerpos por una repisa de mármol. El primer cuerpo alberga una imagen yacente de santa Teresa de Lisieux, talla hispana en madera policromada del siglo XIX, inspirada en la imagen yacente de cera que se venera en Lisieux (Francia). En el segundo cuerpo se exhibe la milagrosa talla del Santo Cristo Negro o "Santa Reliquia", con una cruz recubierta de carey y adornos en plata, colocada sobre una base de plata repujada del siglo XVII, de gran valor devocional, considerada como uno de los tesoros más preciados del Zulia. A los lados de la talla se encuentran dos ángeles ceriferarios de yeso, con ropajes y alas de tonalidades verdes. Este altar se ubica a la altura del presbiterio.
- Jesús en el Templo

Entre el arco de la nave izquierda y el nicho del Cristo Negro, se encuentra una imagen de Jesús perdido y hallado en el Templo, escultura en pasta de madera con adornos en hojilla de oro, correspondiente al siglo XX. La imagen descansa sobre un pedestal tallado en madera, en cuyo centro figura una alegoría del pasaje evangélico de los cuatro panes y los dos pescados; pedestal en el que anteriormente reposaba el Sagrario.
- Jesús cargando la cruz

Hacia la puerta de entrada está ubicada una imagen en pasta de madera, del siglo XX, de Jesús Nazareno llevando la cruz. La imagen está sobre un pedestal de madera, forrado con pana de color vino.

##### Altareslado de la Epístola
- Sagrario

Al fondo de la nave derecha, preside en el absidiolo la imagen del Sagrado Corazón de Jesús, talla en madera policromada con adornos hojillados en oro, del siglo XIX. Debajo, en el Altar de mármol adosado al muro, se encuentra el imponente Sagrario, obra en madera tallada y hojillada en oro, de estilo neoclásico, en la puerta exhibe en relieve la alegoría apocalíptica del Cordero, el libro y los siete sellos. El Sagrario es custodiado a su vez por dos ángeles velatorios, imágenes de yeso vaciado, del siglo XX. Este altar guarda semejanza con el de San Sebastián.
- Santo Entierro

De las mismas características que el altar del Cristo Negro. En el primer cuerpo se guarda el llamado Santo Sepulcro de Maracaibo: un sarcófago de madera recubierto con carey y apliques de plata, que bordean cristales y adornado con serafines y perillas de plata; dentro del sarcófago, descansa la talla en madera del Cristo yacente, de factura Guatemalateca, una de las obras de arte sacro que distingue al Templo. El obispo Martí en 1774 menciona dicho sarcófago en su relato por visita pastoral. En el segundo cuerpo están las imágenes para vestir que componen la Sagrada conversación: Nuestra Señora de los Dolores, Santa María Magdalena y San Juan Evangelista, con brazos fijos sin articular y utilizan cabellera natural; las tres imágenes llevan grabadas en sus bases el nombre de "Simmons Paris", correspondiente a su autor. Datan de la misma fecha del Cristo Yacente. Se ubica este nicho a la altura del presbiterio.
- Virgen del Perpetuo Socorro

Entre el nicho del Santo Entierro y el arco de la nave derecha, se ubica la imagen de Nuestra Señora del Perpetuo Socorro, tratándose de una talla de madera policromada con adornos en hojilla de oro, hispana del siglo XX. La imagen reposa sobre un sencillo pedestal de madera.
- Jesús de la Humildad y Paciencia

Dentro de una vitrina cuadrada de madera y cristal, con adornos sencillos en madera, esta la imagen de Jesús de la Humildad y Paciencia, talla en madera policromada, de cabellera natural y asiento hojillado en oro, del siglo XVIII, de las pocas imágenes del período hispano que se conservan en la ciudad, ubicado hacia el frontis, a un lado de la Capilla del Carmen.

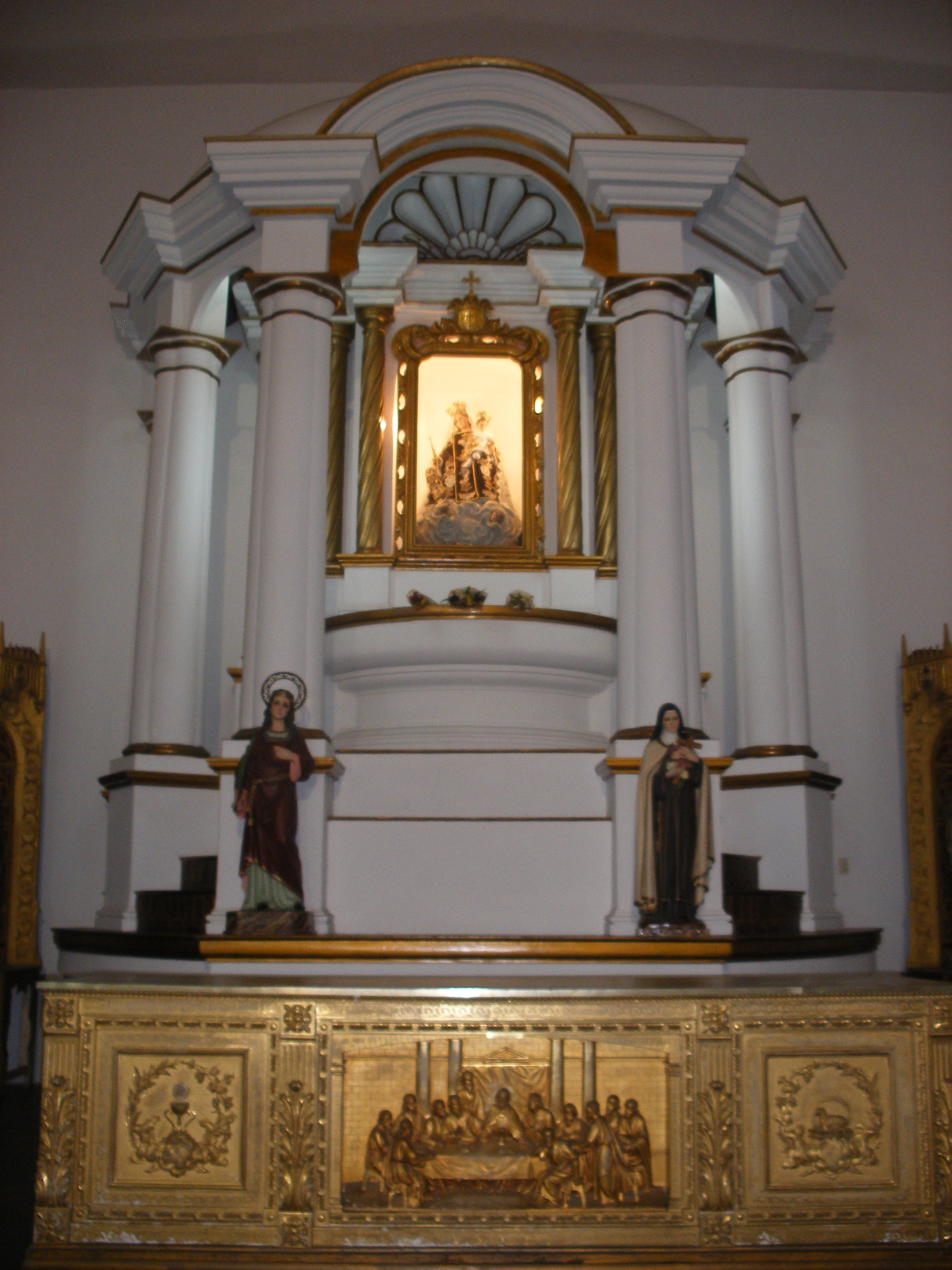
Retablo Mayor y Altar de la Capilla del Carmen

#### Capilla de la Virgen del Carmen
Recinto lateral, se abre al inicio de la nave de la Epístola, con un arco rebajado sostenido por dos columnas de mampostería, que refleja en las dovelas y el intradós adobes de piedra. El piso es de caico parduzco, elevado a dos niveles en la zona del presbiterio. La cubierta, al igual que el resto del Templo, es de madera oscura y tejas, esta vez resuelta a cuatro aguas. Las paredes laterales poseen en la zona inferior series de mármol blanco. Al final se encuentra el retablo mayor.
A la izquierda se encuentra el Baptisterio, de planta cuadrada, que destaca por la puerta de acceso elaborada en hierro de forja enmarcada en un arco peraltado igualmente resaltan los adobes de piedra en el intradós y las dovelas, en las pilastras se aprecia la piedra de ojo, además, contiene una ventana colonial orientada hacia el patio sur. Al lado del Baptisterio está la sacristía de la Capilla. En la parte superior de esta pared izquierda se abren cinco pequeños vanos cubiertos con ventanas de vidrio. Frente a la puerta de hierro se ubican de manera simétrica, sobre un mesón procesional de madera, las imágenes de Nusestra Señora de Coromoto, Patrona de Venezuela, y a sus lados Santa Cecilia de Roma, a la izquierda, y San Martín de Porres, a la derecha; la imagen de Nusestra Señora de Coromoto está elaborada con pasta de madera y perteneció originalmente a la Capilla que daba su nombre al actual Panteón Regional, mientras que las otras dos imágenes son de yeso vaciado. A la derecha, en el espacio entre la ventana y el arco central, se encuentra la imagen de San Expedito, de yeso vaciado, que es la más reciente de todas, fabricada en 2013. En el otro extremo, entre la ventana y la puerta de la fachada del Carmen, está la imagen de San Juan María Vianney, también fabricada con yeso vaciado, de 2010, sobre él se encuentra colgado un cuadro de Jesús de la Divina Misericordia; ambas esculturas están colocadas sobre sencillos pedestales de hierro y madera.
En la capilla destaca el retablo de mampostería y madera. Consta de escalerillas de piedra y adobes, apliques y capiteles en madera dorada. Es de forma semicircular, con un cuerpo central cubierto por una bóveda de arista, sostenida por cuatro columnas y pilastras toscanas, con arcadas de bases cuadradas y molduras. En el centro se abre la hornacina, con puerta de madera y cristal, en cuyo extremo superior figura el escudo carmelita con cruz; es flanqueada por cuatro columnas de imitación salomónica, molduras coronadas por un venera. Bajo la hornacina se abre un pedestal semicircular, y dentro del nicho se exhibe la imagen de Nusestra Señora del Carmen, Patrona de la Parroquia El Sagrario-Catedral, que procede del antiguo Virreinato de la Nueva España (México) fechada en 1775, y talla en madera policromada y sobrevestida con trajes de tela. A los pies de dos de las columnas del retablo, se encuentran las imágenes de Santa Filomena y Santa Teresa de Lisieux, ambas de yeso vaciado, del siglo XX.
A ambos lados del retablo mayor se hallan dos retablos menores de estilo neogótico, compuestos de un pedestal con un tramo central de fondo, adornado con detalles dispuestos en un arco ojival, el cual posee, una crestería, sobre la que descansa un chapitel decorado con crochet y coronado con un remate del mismo estilo. Se encuentran presididos por las imágenes hispanas de San José y Nusestra Señora de la Medalla Milagrosa, elaboradas con pasta de madera en el siglo XIX. Delante del retablo mayor se encuentra el Altar, tallado en madera hojillada en oro; presenta tres cartelas, separadas por pilastras decoradas con ramas, la central es de mayores dimensiones, correspondiente a la Última Cena, mientras que las laterales representan a la Eucaristía y al Cordero de Dios, ambos flanqueados por ramilletes de uvas y espigas. Algo a destacar de esta Capilla, es el conjunto de lápidas en la zona central del piso, testimonio de los entierros tiempos pasados. Cuando se cambió el pavimento se encontraron 113 cadáveres.

#### Otras dependencias

##### Sacristía
Posterior al Presbiterio y a lo largo del muro testero se encuentra la Sacristía, con pisos de mosaico, mármol blanco y granito rojo en la zona contigua al presbiterio. El techo es de madera, al igual que el resto del Templo, y en los extremos de las paredes se sitúan dos vitrales coloridos de forma rectangular. Destacable en la sacristía el Crucifijo de madera y yeso, semejante al Gólgota con el cráneo de Adán.

##### Despacho Parroquial
Actual oficina del Templo. A destacar, se encuentra una pequeña imagen del Niño Jesús de Praga, venerada como Dulce Nombre de Jesús en Escuque, estado Trujillo, donada al Templo por los feligreses de aquel pueblo.

##### Salón Parroquial
Presenta una pequeña galería del clero marabino, aquellos que influyeron en la Arquidiócesis o específicamente en la Catedral: papa Juan Pablo II, papa Benedicto XVI, Marcos Sergio Godoy, Antonio López Castillo, Ovidio Pérez Morales, Domingo Roa Pérez, Olegario Villalobos, Pbro. Lic. Guillermo González Fuenmayor, Jesús Quintero y el Pbro. Roberto Morales.

## Hechos resaltantes
- En 1600 llega el Cristo Negro desde Gibraltar, al sur del lago.
- En 1666 el corsario François l'Olonnais saqueó el templo y lo usó como cuartel.
- En 1774 es visitado por el obispo Mariano Martí de la entonces diócesis de Venezuela.
- El 25 de octubre de 1788 fue bautizado el Rafael Urdaneta.
- El 6 de junio de 1806 es denominada como Parroquia de san Sebastián, Patrono de la ciudad.
- El 18 de abril de 1813 es consagrada como Catedral de la "Diócesis de Mérida de Maracaibo".
- El 18 de abril de 1818 es consagrada bajo el patrocinio de san Pedro y san Pablo, adoptándolos como titulares.
- El 1 de septiembre de 1823 el Libertador Simón Bolívar asiste a un Te Deum por la victoria en la Batalla Naval del Lago, ocurrida el 24 de julio del mismo año.
- El 28 de julio de 1897 se erige la diócesis del Zulia, recuperando su dignidad de Catedral, ahora propiamente de la provincia zuliana.
- El 30 de abril de 1966 se eleva al rango de Metropolitana, al erigirse la Arquidiócesis de Maracaibo.